# Championnats d'Europe de biathlon 2024
Navigation
2023 2025
Les championnats d'Europe de biathlon 2024, trente et unième édition des championnats d'Europe de biathlon, ont lieu du 24 au 28 janvier 2024. Ils se déroulent à Brezno-Osrblie en Slovaquie. Ils font partie du second échelon mondial (IBU Cup) et rapportent des points pour le classement de l'IBU Cup 2023-2024.

## Présentation

### Participants
Les biathlètes français sélectionnés sont Anaëlle Bondoux, Noémie Remonnay, Océane Michelon et Camille Bened chez les femmes, et Théo Guiraud-Poillot, Émilien Claude, Damien Levet, Valentin Lejeune et Antonin Guigonnat chez les hommes.
Les biathlètes norvégiens sélectionnés sont Marthe Johansen, Jenny Enodd, Emilie Kalkenberg, Ida Lien, Maren Kirkeeide et Karoline Erdal chez les femmes, et Vebjørn Sørum, Martin Nevland, Martin Uldal, Mats Øverby, Isak Frey, Johan-Olav Botn et Einar Hedegart chez les hommes.
L'équipe de Slovaquie évolue à domicile pour ces championnats d'Europe et compte dans ses rangs l'ancienne championne Anastasia Kuzmina. Cette dernière reprend la compétition près de cinq ans après pris sa retraite sportive.

### Calendrier
| Date       | Hommes | Hommes                                  | Dames                                   | Dames                                   |
| ---------- | ------ | --------------------------------------- | --------------------------------------- | --------------------------------------- |
| 24 janvier | 10:30  | Individuel (20 km)                      | 14:30                                   | Individuel (15 km)                      |
| 26 janvier | 11:00  | Sprint (10 km)                          | 14:30                                   | Sprint (7,5 km)                         |
| 27 janvier | 11:00  | Poursuite (12,5 km)                     | 14:00                                   | Poursuite (10 km)                       |
| 28 janvier | 10:45  | Relais Mixte (2 × 6 km H + 2 × 6 km F)  | Relais Mixte (2 × 6 km H + 2 × 6 km F)  | Relais Mixte (2 × 6 km H + 2 × 6 km F)  |
| 28 janvier | 14:00  | Relais Mixte simple (6 km H + 7,5 km F) | Relais Mixte simple (6 km H + 7,5 km F) | Relais Mixte simple (6 km H + 7,5 km F) |

## Déroulement des championnats
Le 24 janvier 2024 ont lieu les Individuels : le Norvégien Vebjørn Sørum remporte l'épreuve masculine devant ses compatriotes Johan-Olav Botn et Martin Uldal, alors que la Norvégienne Maren Kirkeeide remporte l'épreuve féminine devant la Moldave Alina Stremous et la Slovaque Ema Kapustová.
Le 26 janvier 2024 ont lieu les sprints : le Français Antonin Guigonnat remporte l'épreuve masculine devant les Norvégiens Johan-Olav Botn et Isak Frey, alors que la Norvégienne Ida Lien remporte l'épreuve féminine devant sa compatriote Maren Kirkeeide et l'Ukrainienne Khrystyna Dmytrenko.
Le 27 janvier 2024 ont lieu les poursuites : le Norvégien Isak Frey remporte l'épreuve masculine devant le Roumain Dmitrii Shamaev et le Français Antonin Guigonnat, alors que la Norvégienne Maren Kirkeeide remporte l'épreuve féminine devant sa compatriote Emilie Kalkenberg et la Française Océane Michelon.
Le 28 janvier 2024 ont lieu les relais : l'équipe norvégienne (Isak Frey, Johan-Olav Botn, Ida Lien et Maren Kirkeeide) remporte le  relais mixte devant l'équipe française (Théo Guiraud-Poillot, Antonin Guigonnat, Océane Michelon et Camille Bened) et l'équipe italienne (Nicola Romanin, Nicolo Betemps, Beatrice Trabucchi et Hannah Auchentaller), alors que l'équipe suédoise (Sara Andersson et Anton Ivarsson) remporte le  relais mixte simple devant l'équipe norvégienne (Emilie Kalkenberg et Vebjørn Sørum) et l'équipe autrichienne (Kristina Oberthaler et Patrick Jakob).

## Bilan des championnats

### Tableau des médailles
| Rang  | Pays      | Or | Argent | Bronze | Ensemble |
| ----- | --------- | -- | ------ | ------ | -------- |
| 1     | Norvège   | 6  | 5      | 2      | 13       |
| 2     | France    | 1  | 1      | 2      | 4        |
| 3     | Suède     | 1  |        |        | 1        |
| 4     | Moldavie  |    | 1      |        | 1        |
| 4     | Roumanie  |    | 1      |        | 1        |
| 6     | Slovaquie |    |        | 1      | 1        |
| 6     | Ukraine   |    |        | 1      | 1        |
| 6     | Italie    |    |        | 1      | 1        |
| 6     | Autriche  |    |        | 1      | 1        |
| Total | Total     | 8  | 8      | 8      | 24       |

### Athlètes multi-médaillés
| Rang | Athlète           | Or | Argent | Bronze | Ensemble |
| ---- | ----------------- | -- | ------ | ------ | -------- |
| 1    | Maren Kirkeeide   | 3  | 1      |        | 4        |
| 2    | Ida Lien          | 2  |        |        | 2        |
| 2    | Isak Frey         | 2  |        |        | 2        |
| 4    | Johan-Olav Botn   | 1  | 2      |        | 3        |
| 5    | Antonin Guigonnat | 1  | 1      | 1      | 3        |
| 6    | Emilie Kalkenberg |    | 2      |        | 2        |
| 7    | Océane Michelon   |    | 1      | 1      | 2        |

## Résultats et podiums

### Hommes
| Épreuves            | Or                | Argent          | Bronze            |
| ------------------- | ----------------- | --------------- | ----------------- |
| Individuel (20 km)  | Vebjørn Sørum     | Johan-Olav Botn | Martin Uldal      |
| Sprint (10 km)      | Antonin Guigonnat | Johan-Olav Botn | Isak Frey         |
| Poursuite (12,5 km) | Isak Frey         | Dmitrii Shamaev | Antonin Guigonnat |

### Femmes
| Épreuves           | Or              | Argent            | Bronze              |
| ------------------ | --------------- | ----------------- | ------------------- |
| Individuel (15 km) | Maren Kirkeeide | Alina Stremous    | Ema Kapustová       |
| Sprint (7.5 km)    | Ida Lien        | Maren Kirkeeide   | Khrystyna Dmytrenko |
| Poursuite (10 km)  | Maren Kirkeeide | Emilie Kalkenberg | Océane Michelon     |

### Mixte
| Épreuves                          | Or                                                                 | Argent                                                                              | Bronze                                                                              |
| --------------------------------- | ------------------------------------------------------------------ | ----------------------------------------------------------------------------------- | ----------------------------------------------------------------------------------- |
| Relais (2 × 6 km H + 2 × 6 km F)  | Norvège - Isak Frey - Johan-Olav Botn - Ida Lien - Maren Kirkeeide | France - Théo Guiraud-Poillot - Antonin Guigonnat - Océane Michelon - Camille Bened | Italie - Nicola Romanin - Nicolo Betemps - Beatrice Trabucchi - Hannah Auchentaller |
| Relais simple (6 km H + 7,5 km F) | Suède - Anton Ivarsson - Sara Andersson                            | Norvège - Vebjørn Sørum - Emilie Kalkenberg                                         | Autriche - Patrick Jakob - Kristina Oberthaler                                      |